# Excorallana fissicauda
Excorallana fissicauda är en kräftdjursart som först beskrevs av Hansen 1890.  Excorallana fissicauda ingår i släktet Excorallana och familjen Corallanidae. Inga underarter finns listade i Catalogue of Life.